# Dasijiazi (sockenhuvudort i Kina, Liaoning Sheng, lat 42,76, long 123,64)
Dasijiazi (kinesiska: 大四家子, 大四家子乡) är en sockenhuvudort i Kina. Den ligger i provinsen Liaoning, i den nordöstra delen av landet, omkring 110 kilometer norr om provinshuvudstaden Shenyang. Antalet invånare är 9 870. Befolkningen består av 4 854 kvinnor och 5 016 män. Barn under 15 år utgör 14,0 %, vuxna 15-64 år 74 %, och äldre över 65 år 10,0 %.
Runt Dasijiazi är det ganska tätbefolkat, med 192 invånare per kvadratkilometer. Närmaste större samhälle är Yongfeng, 17,4 km öster om Dasijiazi. Trakten runt Dasijiazi består till största delen av jordbruksmark.
Genomsnittlig årsnederbörd är 918 millimeter. Den regnigaste månaden är juli, med i genomsnitt 209 mm nederbörd, och den torraste är januari, med 8 mm nederbörd.